# Paillardière
Die Paillardière ist ein kleiner Fluss im mittleren Westen von Frankreich, der im Département Mayenne der Region Pays de la Loire südwestlich der Stadt Laval verläuft.

## Geografie

### Verlauf
Die Paillardière entspringt im nordöstlichen Gemeindegebiet von Loiron-Ruillé, verläuft generell in südöstlicher Richtung und mündet nach rund 15 Kilometern im Gemeindegebiet von Montigné-le-Brillant als rechter Nebenfluss in den Vicoin. Im Oberlauf quert die Paillardière die Hochgeschwindigkeitsstrecke LGV Bretagne-Pays de la Loire.

### Orte am Fluss
(Reihenfolge in Fließrichtung)
- Les Laurencières, Gemeinde Loiron-Ruillé
- La Butte au Sec, Gemeinde Saint-Berthevin
- Ahuillé
- Montigné-le-Brillant